# Szilárd Devecseri
Szilárd Devecseri (Szombathely, 13 febbraio 1990) è un calciatore ungherese, difensore del Markt Allhau.

## Carriera
Ha esordito in nazionale maggiore il 10 settembre 2013 in Ungheria-Estonia (5-1) valida per le qualificazioni ai Mondiali 2014.